# Najib Razak

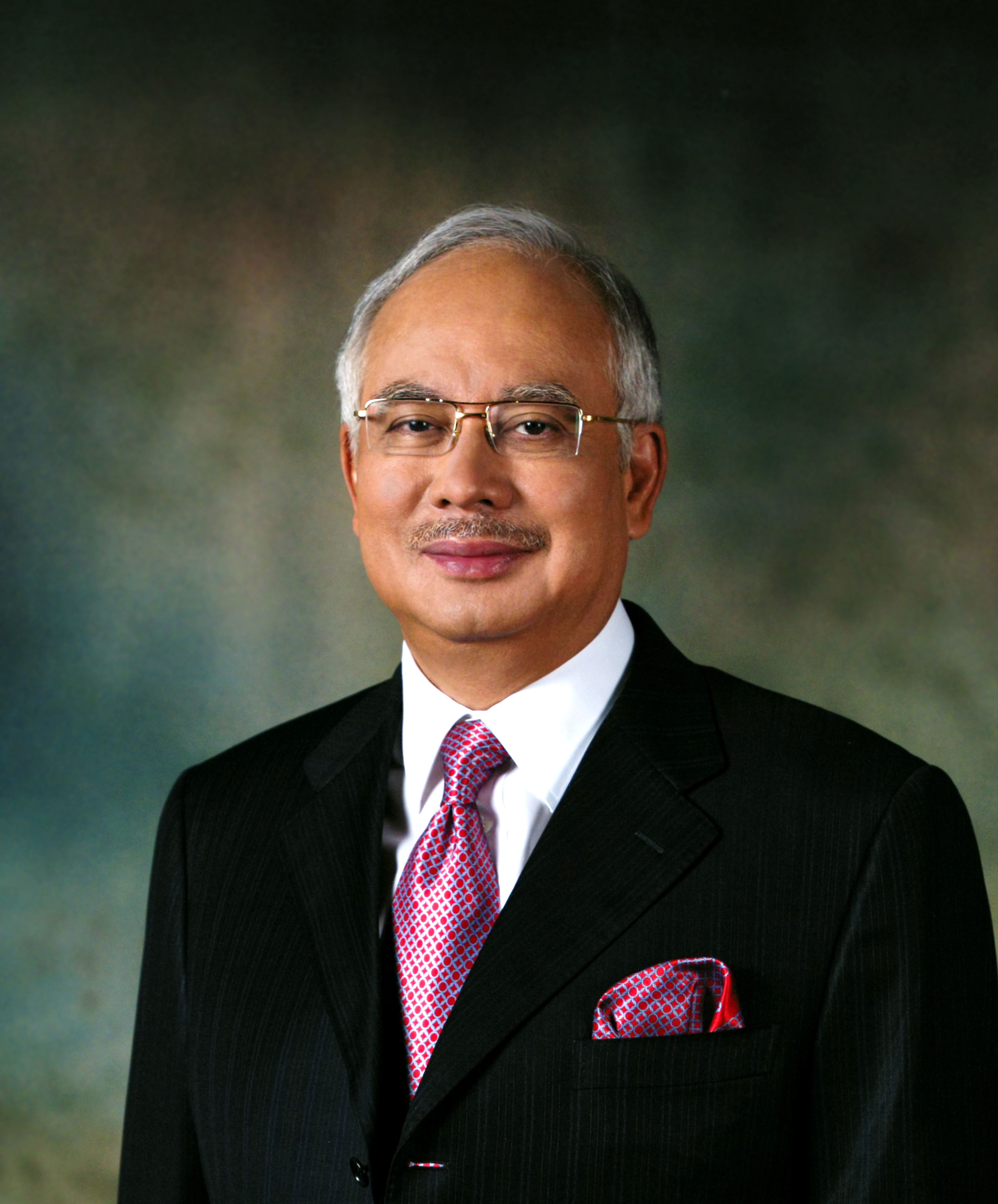
Najib Razak

Najib Razak (vollständiger Name und Titel: Dato' Seri Mohd Najib bin Tun Haji Abdul Razak; * 23. Juli 1953 in Kuala Lipis, Pahang) ist ein malaysischer Politiker und war von April 2009 bis Mai 2018 der sechste Premierminister Malaysias seit der Unabhängigkeit. Zusätzlich war er von 2008 bis 2018 Finanzminister Malaysias und von 2009 bis 2018 Vorsitzender der malaiisch-nationalistischen Regierungspartei United Malays National Organisation (UMNO). Zuvor war er von 1982 bis 1986 Regierungschef des Sultanats Pahang und hatte ab 1986 verschiedene Ministerämter auf nationaler Ebene inne. Nach Ende seiner Regierungszeit wurde Najib im Skandal um den Fonds 1Malaysia Development Berhad (1MDB) wegen Amtsmissbrauchs, Geldwäsche und Untreue zu 12 Jahren Freiheitsstrafe und einer hohen Geldstrafe verurteilt.

## Leben
Najib Razak wurde am 23. Juli 1953 in Kuala Lipis im Bundesstaat Pahang geboren. Er ist der älteste Sohn von Abdul Razak, dem zweiten Premierminister des Landes, der von 1970 bis 1976 amtierte. Er gehört der United Malays National Organisation (UMNO) an, der politisch dominanten Partei in Malaysia.
Er ging zur Grund- und Mittelschule auf die St. John’s Institution in Kuala Lumpur. Später ging er auf das Malvern College in Worcestershire, England, wechselte dann auf die University of Nottingham, wo er 1974 einen Bachelorabschluss in Industriewirtschaft machte. Nach dem Studium kehrte er nach Malaysia zurück und wurde von der Bank Negara Malaysia angestellt. Später arbeitete er für den staatlichen Mineralölkonzern Petronas.

## Politische Karriere

### Einstieg in die Politik
1976 wurde Najib erstmals als Abgeordneter der malaiisch-nationalistischen Regierungspartei United Malays National Organisation (UMNO) ins malaysische Unterhaus gewählt. Mit 23 Jahren war er dabei der bis dahin jüngste je gewählte Abgeordnete in Malaysia. In den folgenden Jahren übernahm er verschiedene Posten in der Partei und Regierung. Von 1982 bis 1986 war er Regierungschef (Menteri Besar) des Sultanats Pahang, eines der 13 Bundesstaaten Malaysias. Von 1986 bis 1990 war er Malaysias Minister für Jugend und Sport in der Regierung des langjährigen Premierministers Mahathir Mohamad. Parallel war Razak von 1987 bis 1993 als Nachfolger Anwar Ibrahims Chef der Jugendorganisation der UMNO.

### Verteidigungsminister
1991 wurde Najib unter Mahathir Verteidigungsminister Malaysias. Während seiner Amtszeit wurden 1993 malaysische Soldaten nach Bosnien und Herzegowina geschickt, um sich an den dortigen Friedensmissionen zu beteiligen. Auch an der UNOSOM-II-Operation in Somalia beteiligte sich Malaysia, dabei wurde während der Schlacht von Mogadischu ein malaysischer Soldat getötet. Später kritisierte Najib die UN-Mission dahingehend, dass zu viel auf militärische Aktionen gesetzt wurde. Seitdem bevorzugt Malaysia eher die Beteiligung an Missionen zur Friedenserzwingung nach Kapitel 6 der Charta der Vereinten Nationen als an friedenserhaltenden Missionen nach Kapitel 7. Nach vierjähriger Amtszeit übernahm er 1995 das Bildungsministerium, das er bis 1999 leitete. Danach wurde er wieder Verteidigungsminister. Er half Indonesien bei der Verhaftung der Attentäter des Anschlags von Bali 2002. In seine zweite Amtszeit fiel außerdem das Seebeben im Indischen Ozean. Er koordinierte die Unterstützung der betroffenen Gebiete.

### Stellvertretender Premierminister
Ab 2004 war er unter Abdullah Ahmad Badawi stellvertretender Premierminister von Malaysia.
Am 29. Januar 2008 übernahm er den Landesvorsitz des Landesverbandes Perak der Barisan Nasional, einem von der UMNO angeführten Parteienbündnis. Ab September 2008 war Razak Finanzminister in der Regierung Abdullahs.

### Premierminister
Najib übernahm am 3. April 2009 das Amt des Premierministers von seinem Vorgänger und Parteifreund Abdullah Ahmad Badawi. Parallel behielt er das Amt des Finanzministers. Bei der Parlamentswahl am 5. Mai 2013 erhielt das von Najib geführte Parteienbündnis Barisan Nasional (BN) infolge wachsender Unzufriedenheit mit seiner Regierung nur noch 47,4 % der Stimmen, während das oppositionelle Parteienbündnis Pakatan Rakyat (PR) 50,9 % der Stimmen gewann. Dennoch konnte Najib wieder die Regierung bilden, da die BN dank des Mehrheitswahlrechtes die Mehrheit der Parlamentssitze gewann. Am 5. Mai 2013 trat er seine zweite Amtszeit als Premierminister an. Seine Kabinettsbildung am 16. Mai 2013 ergab einige Änderungen, so wurde die Gesamtzahl der Minister verkleinert. Das Bildungsministerium und das Ministerium für Höhere Bildung wurden zum neuen Ministerium für Erziehung und Höhere Bildung (Education & Higher Learning Ministry) zusammengeführt.
Najib trieb die Islamisierung seines Landes voran. Zugleich ließ er sich durch ein im August 2016 in Kraft getretenes Gesetz ermächtigen, „Sicherheitszonen“ zu verkünden, in denen die Polizei ohne richterliche Anordnung Personen verhaften kann. Damit sollen islamistische Terroristen besser bekämpft werden können. Kritiker fürchten, dass das Gesetz dazu gebraucht werden wird, um Widersacher des Premierministers mundtot zu machen.
Nachdem das von Najib Razak angeführte Parteienbündnis Barisan Nasional die Parlamentswahl vom 9. Mai 2018 verloren hatte, wurde der Wahlgewinner Mahathir bin Mohamad am 10. Mai 2018 als neuer Premierminister vereidigt.

## Vorwürfe der Bereicherung und der Korruption
Im Jahre 2009 gründete Najib nicht zuletzt mit Staatsgeldern, auf die er als Finanzminister Zugriff hatte, den Fonds 1Malaysia Development Berhad (1MDB), dessen Aufsichtsrat er vorstand. Durch missglückte Spekulationen büßte der Fonds bis Ende 2013 umgerechnet 11 Milliarden US$ ein. Recherchen des Wall Street Journal und der Autoren des Online-Journals Sarawak-Report ergaben, dass die 681 Millionen US$, die sich auf einem Privatkonto des Regierungschefs bei der AmIslamic Bank fanden, aus dem Fonds 1MDB stammten. Najib bestritt dies. Er behauptete, die 681 Millionen US$ auf seinem Konto seien „ein Geschenk“ des saudischen Königshauses.
Aufgrund der Aufdeckung der Geldflüsse durch das Wall Street Journal und den Sarawak-Report ermittelte Generalstaatsanwalt Abdul Gani Patail gegen den Premierminister wegen Korruption. Unmittelbar bevor er seine Anklageschrift fertigstellte, wurde Abdul Gani seines Amtes enthoben. Mittlerweile wird in Singapur, in der Schweiz und in den USA wegen der Vorgänge beim Fonds 1MDB ermittelt.
Der 1MDB-Skandal hat Malaysias internationales Ansehen schwer beschädigt. Infolge des 1MDB-Skandals arbeitete sein einstiger Förderer Mahathir bin Mohamad seit 2015 darauf hin, Najibs Rücktritt zu bewirken.
Im Mai 2018 wurde Najib nach neun Jahren im Amt überraschend abgewählt, die Korruptionsvorwürfe waren zentraler Bestandteil des Wahlkampfs. Am 22. Mai 2018, knapp vierzehn Tage nach seiner verlorenen Wahl, wurde Razak erstmals von der Antikorruptionsbehörde (MACC) verhört. Anfang Juli 2018 wurde er in Haft genommen, ihm und seinem Umfeld werden Veruntreuung und Geldwäsche vorgeworfen. Nach der Wahl stellten Ermittler Luxusgüter und Bargeld im Wert von 300 Millionen Dollar in Privathäusern des Ex-Premiers sicher und etwa 700 Millionen Dollar waren auf einem seiner privaten Bankkonten entdeckt worden.
Am 28. Juli 2020 wurde Razak im ersten von mehreren Gerichtsverfahren in allen sieben erhobenen Anklagepunkten für schuldig befunden. Im zu diesem Zeitpunkt größten Prozess dieser Art weltweit wurden ihm unter anderem Machtmissbrauch, krimineller Vertrauensbruch und Geldwäsche zur Last gelegt. Das Gericht war davon überzeugt, dass Najib Razak fast 500 Millionen Euro aus dem 1MDB-Staatsfonds auf seine Privatkonten umgeleitet hatte. Es verurteilte den Politiker zu einer Strafe von bis zu zwölf Jahren Haft und einer Geldzahlung von umgerechnet 42 Millionen Euro. Gegen Razak liefen fünf Prozesse mit insgesamt 42 Anklagepunkten. Najib Razak legte mehrfach Berufung ein. Die letzte Berufung wies das Bundesgericht Malaysias am 23. August 2022 zurück. Ein fünfköpfiges Gremium des Gerichts erklärte einstimmig, dass Najibs Einspruch „ohne jede Grundlage“ sei.

## Auszeichnungen
- 1990: Ehrendoktorwürde der United States Sports Academy in Daphne[30]
- 2010: AFC Diamond of Asia